# Place Pinel
La place Pinel est située dans le 13e arrondissement de Paris.

## Situation et accès
Au nord, elle prolonge le carrefour des rues  Pinel, Campo-Formio et Esquirol ; vers le sud, elle s'ouvre sur le boulevard Vincent-Auriol (anciennement boulevard de la Gare), face à la rue Nationale.
Au cœur d'un quartier résidentiel, la place Pinel est un lieu de vie important du 13e arrondissement, avec des commerces de proximité ; c'est aussi un lieu de passage, notamment vers le marché qui se tient sur le boulevard Vincent-Auriol.
Au sud de la place, on trouve la station de métro Nationale, sur la ligne 6.

## Origine du nom
Elle porte le nom du médecin Philippe Pinel (1745-1826), bienfaiteur des aliénés.

## Historique
Au XVIIIe siècle, il n'y avait encore là, au milieu des champs, qu'un carrefour de chemins avec celui qui menait de Paris et du faubourg Saint-Marcel à Ivry. Ces terrains, dépendants de cette dernière commune, demeuraient à l'extérieur du mur des Fermiers généraux, achevé en 1786 : depuis la barrière d'Italie, ils formaient un rentrant, le long des actuels boulevard de l'Hôpital et rue Jenner, avant de prendre la direction du nord-est (des vestiges du mur sont encore visibles dans la rue Bruant, parallèle au boulevard Vincent-Auriol, et dans l'enceinte de l'hôpital de la Pitié-Salpêtrière). Le vin, hors les murs, n'était pas soumis aux droits d'octroi : c'est ainsi qu'un hameau de guinguettes apparut et prit de l'ampleur à l'emplacement de la place Pinel ; il fut nommé « village d'Austerlitz » après qu'on eut ainsi appelé, en 1806, en l'honneur de cette victoire napoléonienne, le quai de la Seine voisine.
En 1818, il fut décidé de rattacher à Paris ce territoire, qui comprenait notamment l'abattoir récemment construit de Villejuif (à l'emplacement de l'actuelle École des arts et métiers), qui était à la limite de la capitale, suit alors le tracé de l'actuel boulevard Vincent-Auriol et l'actuelle place Pinel devint une des barrières de Paris : la « barrière d'Ivry », ou « barrière des Deux-Moulins », conservant apparemment le nom de celle qui avait été déplacée depuis les abords du boulevard de l'hôpital. Elle était opportunément placée sur la voie reliant la riche plaine d'Ivry, au centre de Paris, et conduisant aux divers ateliers dispersés le long de la Bièvre (dont de nombreuses tanneries), au marché aux chevaux, à l'abattoir de Villejuif, aux brasseries du quartier des Gobelins, aux carrières encore actives du secteur, à l'hôpital de la Salpêtrière.
Compte tenu de l'importance croissante du trafic et de l'augmentation de la population, le conseil municipal d'Ivry demande, en 1848, que la barrière des Deux-Moulins reste ouverte jour et nuit à la circulation.
Parallèlement, le quartier s'urbanise : le chemin des Étroites-Ruelles devient Petite rue d'Austerlitz, puis rue de Campo-Formio (1851).
La rue de l'Hôpital-Général prend la même année le nom de « rue Pinel ». La rue principale du village d'Austerlitz, en 1864, celui de son successeur à la Salpêtrière, Jean-Étienne Esquirol (1772-1840).
La place des Deux-Moulins, puis de la barrière d'Ivry, s'appela « Pinel » à partir de 1867. Vers cette époque, « […] dans cet ancien village d'Austerlitz […] sont des rues bordées de maisons basses, bâties comme par l'amour de Dieu, avec un peu de plâtre et beaucoup de boue […] maisons de petites gens, en effet, que ces maisons-là  ! ».
Au cours de la seconde moitié du XIXe siècle et du XXe siècle, tout a été rénové et reconstruit : c'est aujourd'hui un quartier résidentiel vivant, calme et aéré. Sur la place même, un groupe de maisons assez basses, à la façade moulurée, garde le souvenir de la rotondité de la barrière des Deux-Moulins, comme aussi un bel immeuble hausmannien entre les rues Esquirol et de Campo-Formio. Ailleurs ont été implantés, dans les années 1970, des ensembles d'habitations élevées et comprenant des logements sociaux ; les murs aveugles ont été décorés de fresques. À partir de 2007, à l'initiative du Conseil de quartier, une démarche participative a été menée avec les habitants en vue du réaménagement de la place : les travaux financés par la mairie de Paris et celle du 13e arrondissement ont été achevés en 2012. Depuis 2015, des initiatives citoyennes s'efforcent d'y développer les espaces verts et d'en favoriser l'animation.

## Bâtiments remarquables et lieux de mémoire
- Nos 1,3 et 5 : maisons édifiées en 1840[4].
- À l'est de la place s'ouvre le square Gustave-Mesureur, fondateur de l'école d'infirmières de la Salpêtrière.
- Non loin de là s'élevait le château de Bellevue, dominant un terrain qui s'étendait vers le quartier de la gare. Le site fut occupé au début du XIXe siècle par une brasserie écossaise, puis après sa faillite et son démantèlement, laissé à l'abandon jusqu'à ce que son propriétaire, monsieur Doré, chimiste à l'École polytechnique et philanthrope, divise ces terrains en petits lots loués pour une somme très minime pour constituer des pavillons ouvriers avec des petits jardins, la cité Doré.
À la fin de l'année 1849, cette cité s'était emplie de petites demeures, édifiées en particulier par des chiffonniers : certains contemporains louaient l'ingéniosité des bâtisseurs, utilisant toiles goudronnées et fer-blanc vite rouillé, et l'organisation paisible et solidaire du quartier[5], d'autres voyaient « un cloaque extraordinairement ignoble », « une cour des Miracles, une truanderie », dans l'entassement de quelque 2 000 personnes appartenant à une classe considérée comme dangereuse[6]. La cité Doré a été démolie en 1905. On y bâtit plus tard quelques logements et une école maternelle : sa reconstruction et son extension, avec édification d'immeubles d'habitation, font l'objet d'un programme défini en 2015.
- La place permettait également l'accès à la cité des Kroumirs, « une sorte d'égout à ciel ouvert dans lequel on accède par la place Pinel ; la voie qui mène de la place au fond de cette cité est un chemin de terre boueux dans lequel on enfonce profondément, parsemé de larges flaques d'une boue noirâtre et puante »[7].
- La statue du docteur Philippe Pinel a été transférée du square Marie-Curie (entrée principale de l'hôpital de la Salpêtrière) au centre de la place Pinel début mai 2023 après restauration. L'inauguration a lieu le 15 juin 2023[8].

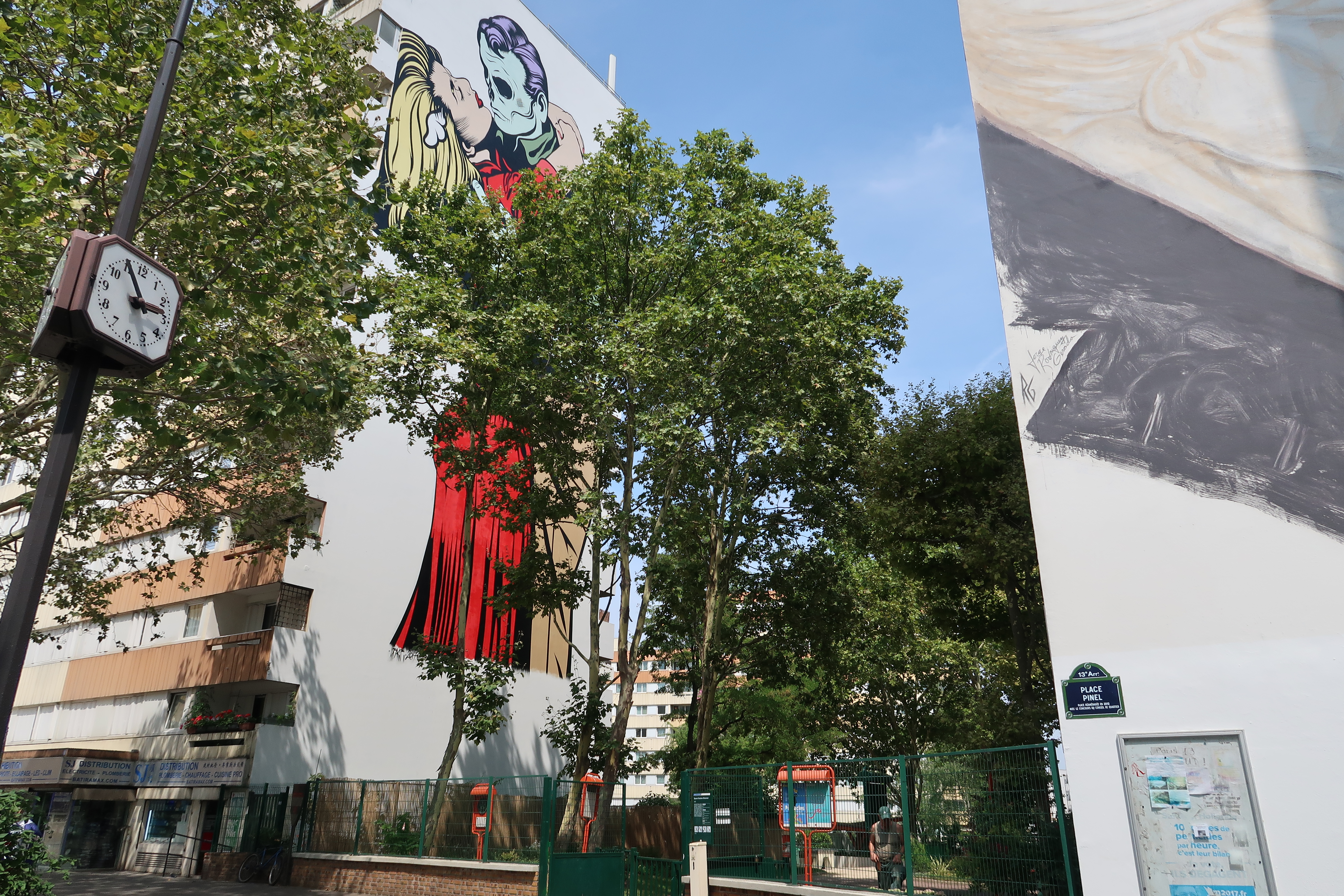
Panneau Histoire de Paris concernant le village d'Austerlitz et la cité Doré.
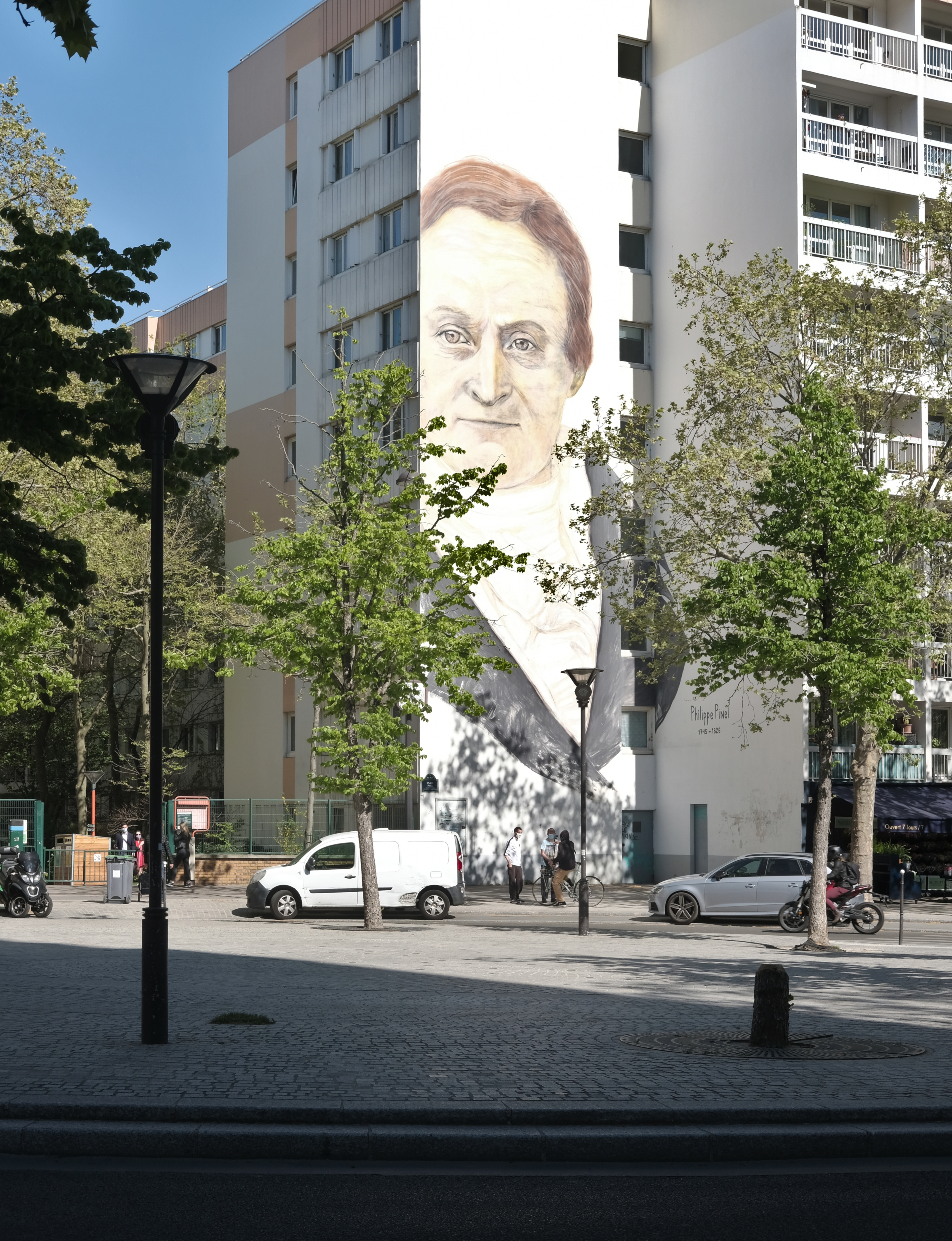
Bâtiments récents de la place Pinel.
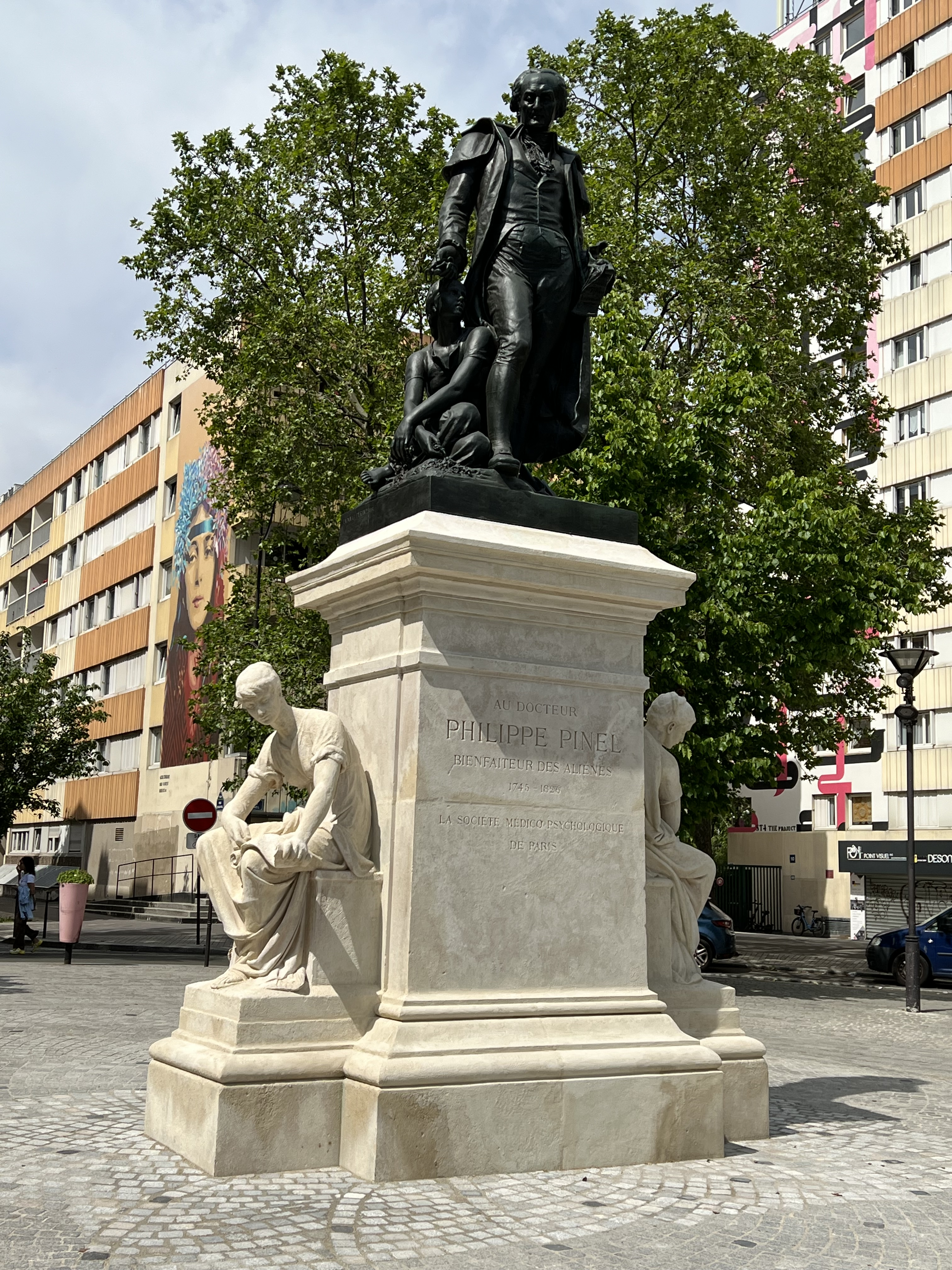
Monument à Philippe Pinel.